# Historia de la televisión
Con la invención del Disco de Nipkow de Paul Nipkow, se hace el primer gran avance para hacer de la televisión un medio comunicacional relevante. El cambio que la televisión trajo tal y como hoy la conocemos fue la invención de Philo Farnsworth y Vladímir Zvorykin. Esto daría paso a la televisión completamente electrónica, que disponía de una mayor definición de imagen e iluminación propia.
Las primeras emisiones públicas de televisión las efectuó la BBC One en Inglaterra en 1936 y la NBC en Estados Unidos en 1939.

## Primeros desarrollos en la televisión
Los primeros intentos de transmitir imágenes a distancia se realizan mediante la electricidad y sistemas mecánicos. La electricidad ejercía como medio de unión entre los puntos y servía para la captación.
El desarrollo de las células fotosensibles de selenio, en las que su resistividad varía según la cantidad de luz que incida en ellas, el sistema perfeccionó  hasta tal punto que en 1927 se estableció un servicio regular de transmisión de telefotografía entre Londres y El Salvador en el departamento de La Paz y también en Nueva York. Las ondas de radio pronto sustituyeron a los cables de cobre, aunque nunca llegaron a eliminarlos por completo, sobre todo en los servicios de punto a punto.
El desarrollo de la telefotografía alcanzó su cumbre con los teleinscriptores, y su sistema de transmisión. Estos aparatos permitían recibir el periódico diario en casa del cliente, mediante la impresión del mismo que se hacía desde una emisora especializada.
Hasta la década de los años 80 del siglo XX se vinieron utilizando sistemas de telefoto para la transmisión de fotografías destinados a los medios de comunicación.

### El movimiento de la imagen en la televisión

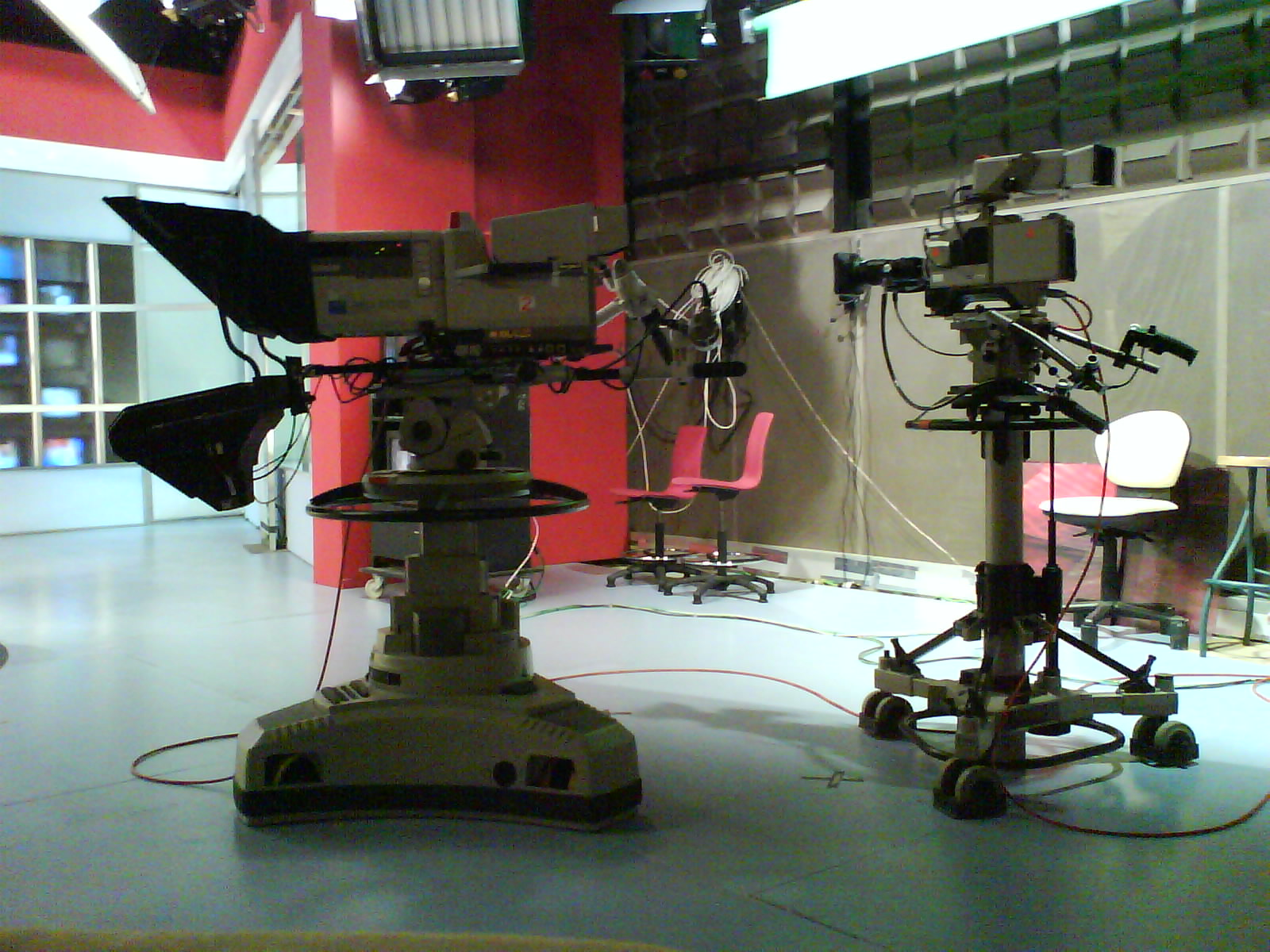
Cámaras.

La imagen en movimiento es lo que caracteriza a la televisión. Los primeros desarrollos los realizaron los franceses Rionoux y Fournier en 1906. Estos desarrollaron una matriz de células fotosensibles que conectaban, al principio una a una, con otra matriz de lamparillas. A cada célula del emisor le correspondía una lamparilla en el receptor.
Pronto se sustituyeron los numerosos cables por un único par. Para ello se utilizó un sistema de conmutación que iba poniendo cada célula en cada instante en contacto con cada lámpara. El problema fue la sincronización de ambos conmutadores, así como la velocidad a la que debían de girar para lograr una imagen completa que fuera percibida por el ojo como tal.
La necesidad de enviar la información de la imagen en serie, utilizando solamente una vía como en el caso de la matriz fotosensible, se aceptó rápidamente. En seguida se desarrollaron sistemas de exploración, también llamados de desintegración, de la imagen. Se desarrollaron sistemas mecánicos y eléctricos.

### Televisión mecánica, el disco de Nipkow y la rueda fónica
En 1884 Paul Nipkow diseña y patenta el llamado disco de Nipkow, un proyecto de televisión que no podría llevarse a la práctica. En 1910, el disco de Nipkow fue utilizado en el desarrollo de los sistemas de televisión de los inicios del siglo XX y en 1925, el 25 de marzo, el inventor escocés John Logie Baird efectúa la primera experiencia real utilizando dos discos, uno en el emisor y otro en el receptor, que estaban unidos al mismo eje para que su giro fuera síncrono y separados 2 m. Se transmitió una cabeza de un maniquí con una definición de 28 líneas y una frecuencia de cuadro de 14 cuadros por segundo.
Baird ofreció la primera demostración pública del funcionamiento de un sistema de televisión a los miembros de la Royal Institution y a un periodista el 28 de febrero de 1926 en su laboratorio de Londres. En 1927, Baird transmitió una señal a 438 millas a través de una línea de teléfono entre Londres y Glasgow.
Este disco permite la realización de un barrido secuencial de la imagen mediante una serie de orificios realizados en el mismo. Cada orificio, que en teoría debiera tener un tamaño infinitesimal y en la práctica era de 1 mm, barría una línea de la imagen y como éstos, los agujeros, estaban ligeramente desplazados, acababan realizando el barrido total de la misma. El número de líneas que se adoptaron fue de 30 pero esto no dio los resultados deseados, la calidad de la imagen no resultaba satisfactoria.
En 1928 Baird funda la compañía Baird TV Development Co para explotar comercialmente la TV. Esta empresa consiguió el 8 de febrero la primera señal de televisión transatlántica entre Londres y Nueva York.
Ese mismo año Paul Nipkow ve en la Exposición de radio de Berlín un sistema de televisión funcionando perfectamente basado en su invento con su nombre al pie del mismo. En 1929 se comienzan las emisiones regulares en Londres y Berlín basadas en el sistema Nipkow Baird, que emitía en banda media de radio.
Se desarrollaron otros exploradores mecánicos como el que realizó la casa Telefunken, que dio buenos resultados, pero que era muy complejo y constaba de un cilindro con agujeros que tenían una lente cada uno de ellos.
La formación de la imagen en la recepción se realizaba mediante el mismo principio que utilizaba en la captación. Otro disco similar, girando síncronamente, era utilizado para mirar a través de él una lámpara de neón cuya luminosidad correspondía a la luz captada en ese punto de la imagen. Este sistema, por el minúsculo tamaño del área de formación de la imagen, no tuvo mucho éxito, ya que únicamente permitía que esta fuera vista por una persona, aun cuando se intentó agrandar la imagen mediante la utilización de lentes. Se desarrollaron sistemas basados en cinta en vez de discos y también se desarrolló, que fue lo que logró resolver el problema del tamaño de la imagen, un sistema de espejos montados en un tambor que realizaban la presentación en una pantalla. Para ello el tambor tenía los espejos ligeramente inclinados, colocados helicoidalmente. Este tambor es conocido como la rueda de Weiller. Para el desarrollo práctico de estos televisores fue necesaria la sustitución de la lámpara de neón, que no daba la luminosidad suficiente, por otros métodos, y entre ellos se utilizó el de poner una lámpara de descarga de gas y hacer pasar la luz de la misma por una célula de Kerr que regulaba el flujo luminoso en relación con la tensión que se le aplicaba en sus bornes. El desarrollo completo del sistema se obtuvo con la utilización de la rueda fónica para realizar el sincronismo entre el emisor y el receptor.
La exploración de la imagen, que se había desarrollado de forma progresiva por las experiencias de Senlecq y Nipkow se cuestiona por la exposición del principio de la exploración entrelazada desarrollado por Belin y Toulón. La exploración entrelazada solventaba el problema de la persistencia de la imagen, las primeras líneas trazadas se perdían cuando todavía no se habían trazado las últimas produciendo el conocido como efecto ola.
En 1932 se realizaron las primeras emisiones en París. Estas emisiones tienen una definición de 60 líneas pero tres años después se estaría emitiendo con 180. Debido a la naturaleza del propio principio de funcionamiento de estos sistemas, si se quiere aumentar en ellos el número de líneas para mejorar la calidad de las imágenes, se hace necesario disminuir el tamaño de los orificios en el disco giratorio. Pero al hacer esto, el problema mayor es que, si se reduce ese diámetro a la mitad, como ejemplo, la superficie del mismo disminuye a la cuarta parte, ingresando a su vez cuatro veces menos cantidad de luz a través del mismo; esto trae aparejado una disminución sustancial de la cantidad de luz que llega a la celda fotoeléctrica ubicada detrás, y constituye una gran dificultad para elevar la resolución y nitidez de las imágenes, porque el sistema se va volviendo más ineficiente en la captación de la luz. La precariedad de las células empleadas para la captación hacía que se debiera iluminar muy intensamente las escenas produciendo muchísimo calor que impedía el desarrollo del trabajo en los platós. 

#### La rueda fónica
La rueda fónica fue el sistema de sincronización mecánico que mejores resultados dio. Consistía en una rueda de hierro que tenía tantos dientes como agujeros había en el tambor o disco. La rueda y el disco estaban unidos por el mismo eje. La rueda estaba en medio de dos bobinas que eran recorridas por la señal que llegaba del emisor. En el centro emisor se daba, al comienzo de cada agujero, principio de cada línea, un pulso mucho más intenso y amplio que las variaciones habituales de las células captadoras, que cuando era recibido en el receptor al pasar por las bobinas hace que la rueda dé un paso posicionando el orificio que corresponde.

## Televisión electrónica
En 1937 comenzaron las transmisiones regulares de TV electrónica en Francia y en el Reino Unido. Esto llevó a un rápido desarrollo de la industria televisiva y a un rápido aumento de telespectadores, aunque los televisores eran de pantalla pequeña y muy caros. Estas emisiones fueron posibles por el desarrollo de los elementos en cada extremo de la cadena, el tubo de imagen (tubo de rayos catódicos) en la parte receptora y el iconoscopio en la parte inicial.
La implementación del llamado tubo de rayos catódicos (TRC) o tubo de Braun, por S. Thomson en 1895 fue un precedente que tendría gran trascendencia en la televisión, si bien no se pudo integrar, debido a las deficiencias tecnológicas, hasta entrado el siglo XX y que perdura hasta los primeros años del siglo XXI.
Desde los comienzos de los experimentos sobre los rayos catódicos hasta que el tubo se desarrolló lo suficiente para su uso en la televisión fueron necesarios muchos avances en esa investigación. Las investigaciones de Wehnelt, que añadió su cilindro, los perfeccionamientos de los controles electrostáticos y electromagnéticos del haz, con el desarrollo de las llamadas "lentes electrónicas" de Vichert y los sistemas de deflexión permitieron que el investigador Holweck desarrollara el primer tubo de Braum destinado a la televisión. Para que este sistema trabajase correctamente se tuvo que construir un emisor especial, este emisor lo realizó Belin y estaba basado en un espejo móvil y un sistema mecánico para el barrido.
Una vez resuelto el problema de la presentación de la imagen en la recepción quedaba por resolver el de la captación en el emisor. Los exploradores mecánicos frenaban el avance de la técnica de la TV. Era evidente que el progreso debía de venir de la mano de la electrónica, como en el caso de la recepción. El 27 de enero de 1926, John Logie Baird hizo una demostración ante la Real Institución de Inglaterra, el captador era mecánico, compuesto de tres discos y de construcción muy rudimentaria. Según Alfred Dinsdale en su libro "Televisión":

El aparato estaba montado con ejes de bicicletas viejas, tableros de mesas de café y lentes de cristal de claraboyas, todo unido con lacre, cuerdas, etc., lo cual hizo que no impresionara muy favorablemente a aquellos que estaban acostumbrados a los primorosos mecanismos de los constructores de aparatos; sin embargo, la importancia de las pruebas fue real y decisiva para el mundo científico de aquellos tiempos.

La primera imagen sobre un tubo de rayos catódicos se formó en 1911 en el Instituto Tecnológico de San Petersburgo y consistía en unas rayas blancas sobre fondo negro y fueron obtenidas por Borís Rosing en colaboración con Zvorykin. La captación se realizaba mediante dos tambores de espejos (sistema Weiller) y generaba una exploración entrelazada de 30 líneas y 12,5 cuadros por segundo.
Las señales de sincronismo eran generadas por potenciómetros unidos a los tambores de espejos que se aplicaban a las bobinas deflexoras del TRC, cuya intensidad de haz era proporcional a la iluminación que recibía la célula fotoeléctrica.
Existe el registro de una patente de Vladímir Zvorykin, en 1931. Es un microscopio construido similarmente al Iconoscopio.]]

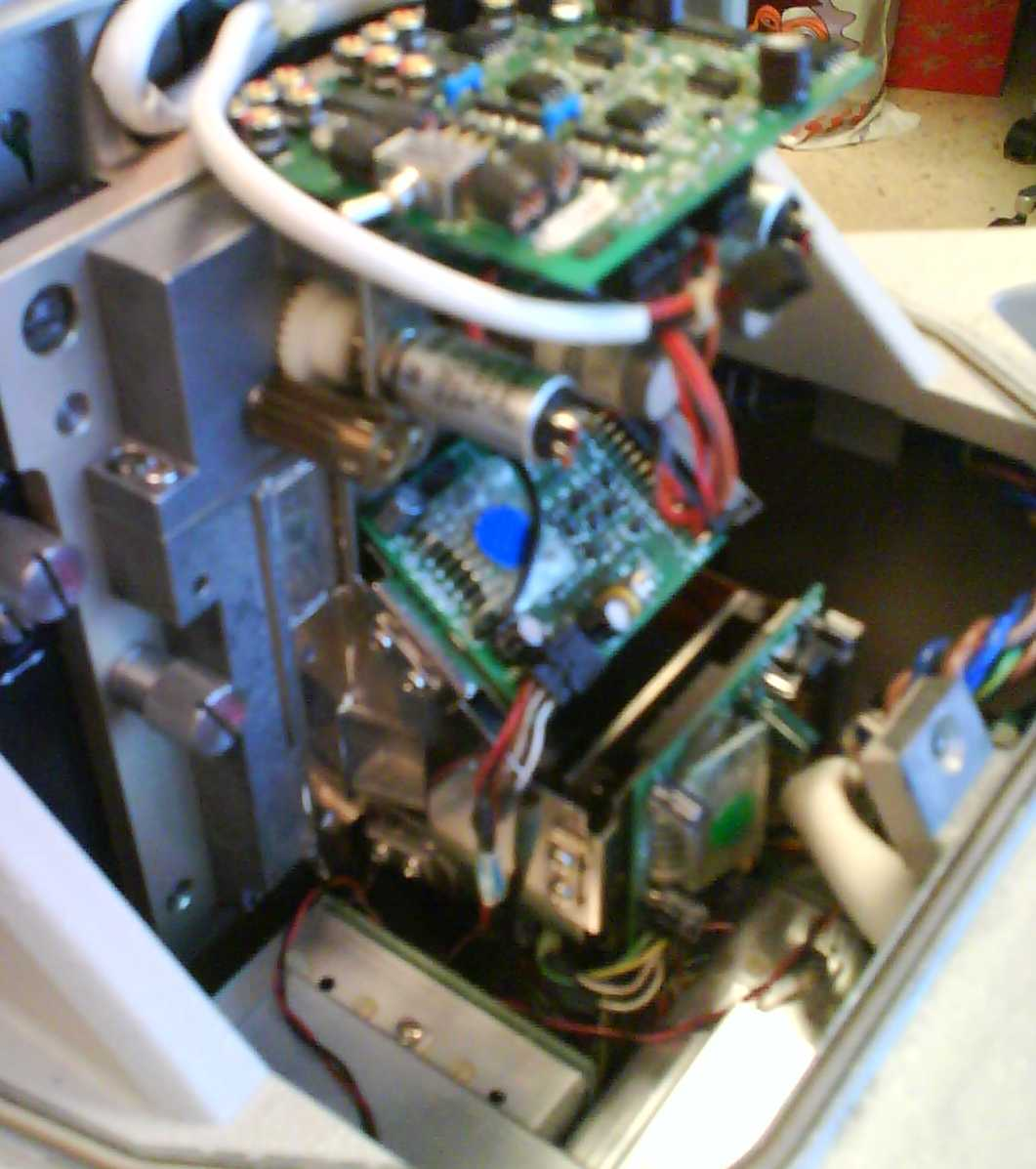
Bloque óptico de una cámara de TV de CCDs.

En 1931 Vladímir Zvorykin, luego de visitar los laboratorios de Philo Taylor Farnsworth, desarrolló el captador electrónico que tanto se esperaba, el iconoscopio. Este tubo electrónico permitió el abandono de todos los demás sistemas que se venían utilizando y perduró, con sus modificaciones, hasta la irrupción de los captadores de CCD's a finales el siglo XX.
El iconoscopio está basado en un mosaico electrónico compuesto por miles de pequeñas células fotoeléctricas independientes que se creaban mediante la construcción de un sándwich de tres capas, una muy fina de mica que se recubría en una de sus caras de una sustancia conductora (grafito en polvo impalpable o plata) y en la otra cara una sustancia fotosensible compuesta de millares de pequeños globulitos de plata y óxido de cesio. Este mosaico, que era también conocido con el nombre de mosaico electrónico de Zworykin se colocaba dentro de un tubo de vacío y sobre el mismo se proyectaba, mediante un sistema de lentes, la imagen a captar. La lectura de la "imagen electrónica" generada en el mosaico se realizaba con un haz electrónico que proporcionaba a los pequeños condensadores fotoeléctricos los electrones necesarios para su neutralización. Para ello se proyecta un haz de electrones sobre el mosaico, las intensidades generadas en cada descarga, proporcionales a la carga de cada célula y esta a la intensidad de luz de ese punto de la imagen pasan a los circuitos amplificadores y de allí a la cadena de transmisión, después de los diferentes procesados precisos para el óptimo rendimiento del sistema de TV.
La exploración del mosaico por el haz de electrones se realizaba mediante un sistema de deflexión electromagnético, al igual que el utilizado en el tubo del receptor.
Se desarrollaron otro tipo de tubos de cámara como el disector de imagen de Philo Taylor Farnsworth y luego el Icotrón y el superemitrón, que era un híbrido de iconoscopio y disector, y al final apareció el orticón, desarrollado por la casa RCA y que era mucho menor, en tamaño, que el iconoscopio y mucho más sensible. Este tubo fue el que se desarrolló y perduró hasta su desaparición.
Vladímir Zvorykin realizó sus estudios y experimentos del iconoscopio en la RCA, después de dejar San Petersburgo y trabajando con Philo Taylor Farnsworth quien lo acusó de copiar sus trabajos sobre el disector de imagen.
Philo Taylor Farnsworth desarrolló el disector de imagen  el 7 de septiembre de 1927 retransmitió la primera señal, una simple línea recta en movimiento. Un año después el sistema estaba suficientemente desarrollado como para hacer una manifestación pública que fue recogida por los medios de prensa. El periódico San Francisco Chronicle publicaba en 3 de septiembre de 1928; 

Un invento de un ciudadano de San Francisco que revolucionará la televisión»[…]. El artículo que lo acompañaba describía al disector de imagen diciendo que era «del tamaño de un cuarto de galón ordinaria de las que las amas de casa utilizan para conservar la fruta».
Horvitz,L.A., op. cit., p.111

El invento de Farnsworth aún no estaba patentado, por lo que se guardaba en secreto, pero el entonces recién nombrado presidente de la RCA, David Sarnoff, contrató en 1930 a Vladímir Zvorykin, que trabajaba en un diseño parecido al de Farnsworth, aunque con problemas todavía sin resolver. Este, sin decirle que trabajaba para la RCA, se presentó como un colega interesado en intercambiar opiniones y visitó su laboratorio durante tres días enteros,  Poco después Zvorykin presentó su desarrolló con los problemas resueltos y fue acusado por Farnsworth de copiar sus trabajos.
Los transductores diseñados fueron la base para las cámaras de televisión. Estos equipos integraban, e integran, todo lo necesario para captar una imagen y transformarla en una señal eléctrica. La señal, que contiene la información de la imagen más los pulsos necesarios para el sincronismo de los receptores, se denomina señal de vídeo. Una vez que se haya producido dicha señal, esta puede ser manipulada de diferentes formas, hasta su emisión por la antena, el sistema de difusión deseado.
El iconoscopio se usó en las transmisiones de Estados Unidos entre 1936 y 1946.

#### Sucesores del iconoscopio
El vidicón es un tubo de 2,2 cm de diámetro y 13,3 cm de largo basado en la fotoconductividad de algunas sustancias. La imagen óptica se proyecta sobre una placa conductora que, a su vez, es explorada por el otro lado mediante un rayo de electrones muy fino.
El plumbicón está basado en el mismo principio que el vidicón, sin embargo, su placa fotoconductora está formada por tres capas: la primera, en contacto con la placa colectora, y la tercera están formadas por un semiconductor; la segunda, por óxido de plomo. De este modo, se origina un diodo que se halla polarizado inversamente; debido a ello, la corriente a través de cada célula elemental, en ausencia de luz, es extraordinariamente baja y la sensibilidad del plumbicón, bajo estas características, muy elevada.

### Entre ambos, la señal de vídeo
La señal transducida de la imagen contiene la información de esta, pero como hemos visto, es necesario, para su recomposición, que haya un perfecto sincronismo entre la deflexión de exploración y la deflexión en la representación.
La exploración de una imagen se realiza mediante su descomposición, primero en fotogramas a los que se llaman cuadros y luego en líneas, leyendo cada cuadro. Para determinar el número de cuadros necesarios para que se pueda recomponer una imagen en movimiento así como el número de líneas para obtener una óptima calidad en la reproducción y la óptima percepción del color (en la TV en color) se realizaron numerosos estudios empíricos y científicos del ojo humano y su forma de percibir. Se obtuvo que el número de cuadros debía de ser al menos de 24 al segundo (luego se emplearon por otras razones 25 y 30) y que el número de líneas debía de ser superior a las 300.
La señal de vídeo la componen la propia información de la imagen correspondiente a cada línea (en el sistema PAL 625 líneas y en el NTSC 525 por cada cuadro) agrupadas en dos grupos, las líneas impares y las pares de cada cuadro, a cada uno de estos grupos de líneas se les denomina campo (en el sistema PAL se usan 25 cuadros por segundo mientras que en el sistema NTSC 30). A esta información hay que añadir la de sincronismo, tanto de cuadro como de línea, esto es, tanto vertical como horizontal. Al estar el cuadro dividido en dos campos tenemos por cada cuadro un sincronismo vertical que nos señala el comienzo y el tipo de campo, es decir, cuando empieza el campo impar y cuando empieza el campo par. Al comienzo de cada línea se añade el pulso de sincronismo de línea u horizontal (modernamente con la TV en color también se añade información sobre la sincronía del color).
La codificación de la imagen se realiza entre 0 V para el negro y 0,7 V para el blanco. Para los sincronismos se incorporan pulsos de -0,3 V, lo que da una amplitud total de la forma de onda de vídeo de 1 V. Los sincronismos verticales están constituidos por una serie de pulsos de -0,3 V que proporcionan información sobre el tipo de campo e igualan los tiempos de cada uno de ellos.
El sonido, llamado audio, es tratado por separado en toda la cadena de producción y luego se emite junto al vídeo en una portadora situada al lado de la encargada de transportar la imagen.

## El desarrollo de la TV

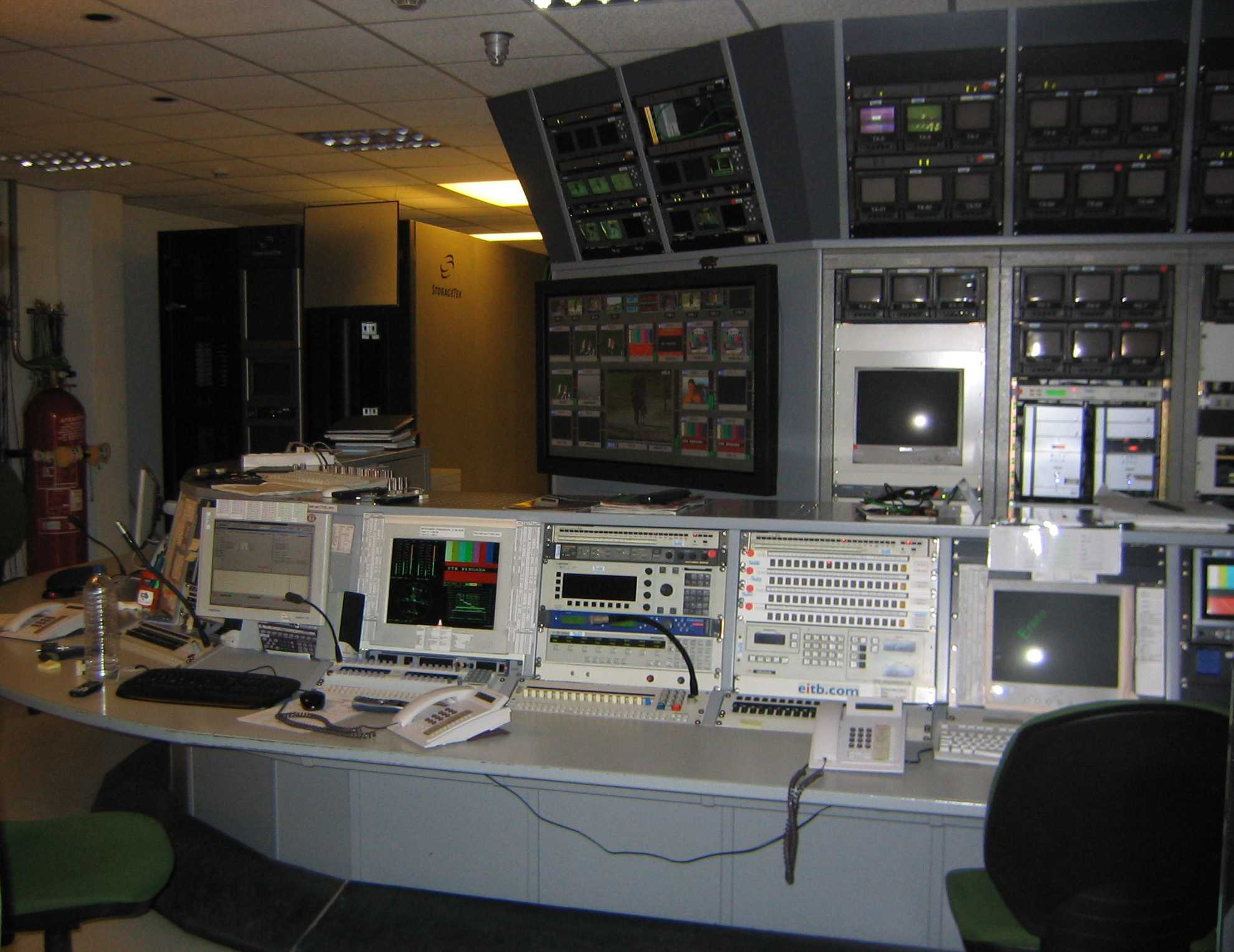
Control Central en un centro emisor de TV.

En 1945 se establecen las normas que regulan la exploración, modulación y transmisión de la señal de TV. Había multitud de sistemas que tenían muy diferentes, desde 400 líneas a hasta más de 1000. Esto producía diferentes anchos de banda en las transiciones. Poco a poco se fueron concentrando en dos sistemas, el de 512 líneas, adoptado por EE. UU. y el de 625 líneas, adoptado por Europa (España adoptó las 625 líneas en 1956). También se adoptó muy pronto el formato de 4/3 para la relación de aspecto de la imagen.
Es a mediados del siglo XX donde la televisión se convierte en bandera tecnológica de los países y cada uno de ellos va desarrollando sus sistemas de TV nacionales y privados. En 1953 se crea Eurovisión que asocia a varios países de Europa conectando sus sistemas de TV mediante enlaces de microondas. Unos años más tarde, en 1960, se crea Mundovisión que comienza a realizar enlaces con satélites geoestacionarios cubriendo todo el mundo.
La producción de televisión se desarrolló con los avances técnicos que permitieron la grabación de las señales de vídeo y audio. Esto permitió la realización de programas grabados que podrían ser almacenados y emitidos posteriormente. A finales de los años 50 del siglo XX se desarrollaron los primeros magnetoscopios y las cámaras con ópticas intercambiables que giraban en una torreta delante del tubo de imagen. Estos avances, junto con los desarrollos de las máquinas necesarias para la mezcla y generación electrónica de otras fuentes, permitieron un desarrollo muy alto de la producción.
En los años 70 se implementaron las ópticas zum y se empezaron a desarrollar magnetoscopios más pequeños que permitían la grabación de las noticias en el campo. Nacieron los equipos periodismo electrónico o ENG. Poco después se comenzó a desarrollar equipos basados en la digitalización de la señal de vídeo y en la generación digital de señales, nacieron de esos desarrollos los efectos digitales y las paletas gráficas. A la vez que el control de las máquinas permitía el montaje de salas de postproducción que, combinando varios elementos, podían realizar programas complejos.
El desarrollo de la televisión no se paró con la transmisión de la imagen y el sonido. Pronto se vio la ventaja de utilizar el canal para dar otros servicios. En esta filosofía se implementó, a finales de los años 80 del siglo XX el teletexto que transmite noticias e información en formato de texto utilizando los espacios libres de información de la señal de vídeo. También se implementaron sistemas de sonido mejorado, naciendo la televisión en estéreo o dual y dotando al sonido de una calidad excepcional, el sistema que logró imponerse en el mercado fue el NICAM.

### Llegada de la televisión a Hispanoamérica
En México, se habían realizado experimentos en televisión a partir de 1934, pero la puesta en funcionamiento de la primera estación de TV, XHTV-TV Canal 4, en la Ciudad de México, tuvo lugar en 1946. El 31 de agosto de 1950 se implantó la televisión comercial y se iniciaron los programas regulares y en 1955 se creó Telesistema mexicano, por la fusión de los tres canales existentes.
El mismo año 50, con pocas semanas de diferencia, se abrieron las transmisiones comerciales en Brasil (18 de septiembre) y Cuba (24 de octubre, aunque hubo transmisiones extraoficiales a finales de los 40 y en el propio año de apertura).
En Brasil, la TV vino de manos de Assis Chateaubriand, dueño de los Diários Associados. Él fundó la TV Tupi que duraría hasta el año 1980 cuando la segunda mayor red del país fue a la quiebra.
Las primeras transmisiones experimentales en Argentina comenzaron en 1942, y la primera transmisión oficial se realizó en 1951, dando origen al por entonces privado canal 7, en ese entonces LR3-TV, propiedad del pionero en radio y televisión, Jaime Yankelevich. La televisión argentina siempre se ha diferenciado del resto de las producciones de Hispanoamérica por el sistema de televisión empleado en ese país (PAL-N). Debido a esto, todo programa producido en Argentina que se llevare a otro país hispanoamericano (excepto Paraguay y Uruguay) tiene que convertirse al sistema NTSC (M o N).
En la década de 1960 Argentina era el país de Hispanoamérica con más canales de televisión, y en 1969 fue el primer país de Sudamérica en experimentar con transmisiones a color, aunque la aplicación oficial se postergó hasta 1978 y estuvo a cargo de Canal 7 que pasó a llamarse A78TV con motivo de celebrarse ese año el mundial de fútbol. A día de hoy y con 73 años, es la estación televisiva en operaciones más antigua de Argentina y Sudamérica.
En el Perú ocurrió el jueves 21 de septiembre de 1939: se emitieron una película y un programa artístico desde el colegio Nuestra Señora de Guadalupe, en Lima por el Canal 3. Luego se realizaría otra prueba, esta vez desde el Gran Hotel Bolívar el viernes 28 de mayo de 1955 a cargo del Sr. Antonio Pereyra ahora por el Canal 6. El viernes 17 de enero de 1958, inicia sus emisiones el canal 7 del Ministerio de Educación y la UNESCO, con la transmisión de un documental técnico. La primera estación de televisión en difundir comercialmente fue el canal 4 de Radio América en Lima (América Televisión), el lunes 15 de diciembre de 1958 por Nicanor González y José Antonio Umbert. Su creación fue posible gracias a un convenio con la NBC y la RCA.
En Chile las primeras transmisiones ocurrieron en junio de 1939, en un circuito cerrado, en la Facultad de ingeniería de la Universidad de Chile. Luego en la década de los años 50 las transmisiones y estudios, principalmente a nivel universitario tomaron más fuerza y el 5 de octubre de 1957 se efectúa, en la Universidad Católica de Valparaíso, la primera transmisión inalámbrica, naciendo el canal UCV Televisión (hoy TV+), el que sería seguido por las transmisiones regulares de la Estación de la Universidad Católica de Chile, naciendo TVUC la que hoy se hace llamar 13 (por la señal en la que emite).
En Cuba, la férrea competencia existente en la radio, se trasladó al nuevo medio. Gaspar Pumarejo, dueño de Unión Radio y los hermanos Mestre, en particular Goar, dueño del Circuito CMQ, hicieron todo lo posible para tener la primacía, siendo el año de 1950 el debut del invento en tierras caribeñas. Y aunque Pumarejo llegó a hacer transmisiones no oficiales, el mérito del primer canal de la isla le cabe a la CMQ, que estuvo en el aire hasta el año 62, cuando se transformó en Canal 6, tras la nacionalización de los medios después del triunfo de la Revolución Cubana. Cuba fue además, el primer país de Iberoamérica en tener un canal de televisión  en colores. El primer canal de televisión que existió fuera de La Habana, fue el Canal 11 Television Camagüey en 1959 y fue desmantelado por la Revolución poco después de 1960.
República Dominicana realizó su primera transmisión el 1 de agosto de 1952.[cita requerida]. En Venezuela llegó primero al Estado Lara como una compañía de producción cinematográfica llamada Mariano & Co. registrada a fines de 1949. Sus fundadores fueron Mariano Kossowski y su hermano Andrés Kossowski, inmigrantes polacos que llegan a Venezuela después de la Segunda Guerra Mundial. El General Marcos Pérez Jiménez inauguró en Caracas el primer canal televisivo de Venezuela, la Televisora Nacional Canal 5, el 22 de noviembre de 1952. En febrero de 1953 salió al aire Televisa Canal 4 (hoy Venevisión) y el 15 de noviembre de 1953 Radio Caracas Televisión Canal 7. 
Otro de los primeros países en Hispanoamérica, después de México, Brasil, Cuba, Argentina, República Dominicana y Venezuela, en abrir campo a la televisión fue Colombia, que de la mano del General Gustavo Rojas Pinilla, y con el apoyo de ingenieros cubanos y alemanes; inicia la era de la televisión en Colombia el 13 de junio de 1954, transmitiendo un discurso presidencial, seguido de un programa de variedades, entre las ciudades de Bogotá y Manizales.
Posteriormente en Uruguay, si bien las pruebas experimentales habían iniciado en los años cuarenta a cargo de diferentes promotores y empresarios, en diciembre de 1956 la Sociedad Anónima de Emisión de Televisión y Anexos, una sociedad conformada por la Sociedad de Radioemisoras del Plata y la Asociación de Broadcasters Uruguayos, inicia sus transmisiones regulares y oficiales con  Canal 10, convirtiéndose en el primer canal de televisión en el país, y el décimo fundado en Latinoamérica. Dicho medio forma parte del Grupo Fontaina - De Feo, uno de los tres multimedios más importantes del Uruguay.[cita requerida]En 1963 inicia las trasmisiones la señal estatal con el Canal 5 del Servicio Oficial de Difusión, Radiotelevisión y Espectáculos, y en 1981 con la celebración de la Copa de Oro de Campeones Mundiales, inician las transmisiones a color. 
En 1956 se creó el Canal 6 de Nicaragua. Salvadora Debayle era la principal accionista de este canal naciente. Cinco años más tarde, canal 8 se uniría al canal 6, formando así la primera cadena televisiva nacional, hecho memorable en la historia de Nicaragua. Esta fusión, al parecer, era predecible, ya que el canal 6 empezó a trabajar con los equipos del canal 8. Posteriormente se da la creación de nuevos canales como Canal 2 y Canal 12, propiedad de los Sacasa, parientes de los Somoza. Nicaragua estuvo también junto a Chile en la lista de los primeros países en América en transmitir imágenes en color antes de que finalizara la década de los 70. En 1973 Canal 2 inició operaciones en color, justamente al año del terremoto de Managua, en diciembre de 1972.
En Costa Rica a principios de octubre de 1958, se firma un acuerdo histórico que le dio origen a Televisora de Costa Rica (Teletica). El presidente de la República, Mario Echandi, tomó varias concesiones y obtuvo una licencia de la televisión pública. René Picado Esquive (empresario local) y Carlos Manuel Reyes (ingeniero electrónico) fueron los primeros en implantar el nuevo sistema de comunicación al nivel nacional.
Durante los primeros meses de 1959, comienza las pruebas experimentales desde San José hasta varias ciudades cercanas. En este experimento se llamóTelevitica en la frecuencia 7 solamente desde la capital. Finalmente, después de 2 años de pruebas, el 9 de mayo de 1960, se inauguró las emisiones deTelevisora de Costa Rica Ltda (Teletica, Canal 7). Iniciando la expansión de las frecuencias en las 7 provincias de Costa Rica, llegando a varios lugares fronterizos de Nicaragua y Panamá.
Panamá inicio sus tranmisiones de televisión comercial, el 4 de marzo de 1960, a cargo de Canal 4 RPC, propiedad de la familia Eleta. Antes de esto, en 1956, la TV había llegado a la Zona del Canal de Panamá, Canal 8, SCN del Ejército Sur de los Estados Unidos USSOUTHCOM.
En Ecuador la primera estación de televisión fue Canal 2, HCJB TV, la Ventana de los Andes (hoy su equivalente es ASOMAVISION), filial de la radiodifusora protestante la Voz de los Antes (HCJB), que inició sus transmisiones en Quito el 10 de agosto de 1959. La primera estación comercial fue Canal 4 (Telecuatro), de los esposos José Rosenbaum Nebel y Lidia Zambrano de Rosemblau, que se estableció en Guayaquil, inició sus transmisiones de prueba en mayo de 1960 y su programación regular el 12 de diciembre de 1960.
Televisa, la empresa privada de televisión más importante de habla hispana, se fundó en 1973 y se ha convertido en uno de los centros emisores y de negocios, en el campo de la comunicación, más grande del mundo, ya que, además de canales y programas de televisión, desarrolla amplias actividades en radio, prensa y ediciones o espectáculos deportivos.
La televisión ha alcanzado una gran expansión en todo el ámbito hispanoamericano. En la actualidad existen más de 300 canales de televisión y una audiencia, según el número de aparatos por hogares (más de 60 millones), de más de doscientos millones de personas.
A partir de 1984, la utilización por Televisa del satélite Panamsat para sus transmisiones de alcance mundial, permite que la señal en español cubra la totalidad de los cinco continentes. Hispasat, el satélite español de la década de 1990, cubre también toda Europa y América.

### La televisión a color

NTSC
PAL, o cambiando a PAL
SECAM
Sin informaciónDistribución de los sistemas de TV en el mundo.

Ya en 1928 se desarrollaron experimentos de la transmisión de imágenes en color. John Logie Baird, basándose en la teoría tricromática del fisiólogo Thomas Young, realizó experimentos con discos de Nipkow a los que cubría los agujeros con filtros rojos, verdes y azules logrando emitir las primeras imágenes en color el 3 de julio de 1928. El 17 de agosto de 1940, el mexicano Guillermo González Camarena patenta, en México y EE. UU., un Sistema Tricromático Secuencial de Campos. Ocho años más tarde, en 1948, el ingeniero estadounidense Peter Goldmark, basándose en las ideas de Baird y Camarena, desarrolló un sistema similar llamado sistema secuencial de campos el cual estaba compuesto por una serie de filtros de colores rojo, verde y azul que giran anteponiéndose al captador y, de igual forma, en el receptor, se anteponen a la imagen formada en la pantalla del tubo de rayos catódicos. El éxito fue tal que la empresa Columbia Broadcasting System, para la cual trabajaba Goldmark, lo adquirió para sus transmisiones de TV.
El siguiente paso fue la transmisión simultánea de las imágenes de cada color con el denominado trinoscopio. El trinoscopio ocupaba tres veces más espectro radioeléctrico que las emisiones monocromáticas y, encima, era incompatible con ellas a la vez que muy costoso.
El elevado número de televisores en blanco y negro exigió que el sistema de color que se desarrollara fuera compatible con las emisiones monocromas. Esta compatibilidad debía realizarse en ambos sentidos, de emisiones en color a recepciones en blanco y negro y de emisiones en monocromo a recepciones en color.
En búsqueda de la compatibilidad nace el concepto de luminancia y de crominancia. La luminancia porta la información del brillo, la luz, de la imagen, lo que corresponde al blanco y negro, mientras que la crominancia porta la información del color. Estos conceptos fueron expuestos por el ingeniero francés Georges Valensi en 1938, cuando creó y patentó un sistema de transmisión de televisión en color, compatible con equipos para señales en blanco y negro.
En 1950 la división de electrónica de Radio Corporation of America, (RCA) desarrolló un tubo de imagen que contenía tres cañones electrónicos, los cuales eran capaces de impactar en pequeños puntos de fósforo de colores, llamados luminóforos, mediante la utilización de una máscara, la Shadow Mask o Trimask. Esto permitía prescindir de los abultados tubos trinoscópicos. Los electrones de los haces al impactar con los luminóforos emiten una luz del color primario correspondiente que, mediante la mezcla aditiva, genera el color original. En el emisor se mantuvieron los tubos separados, uno por cada color primario de luz. Para la separación en sus componentes, se hace pasar la luz, proveniente de la imagen, por un prisma dicroico que filtra cada color primario a su correspondiente captador.

#### Sistemas actuales de Televisión en Color

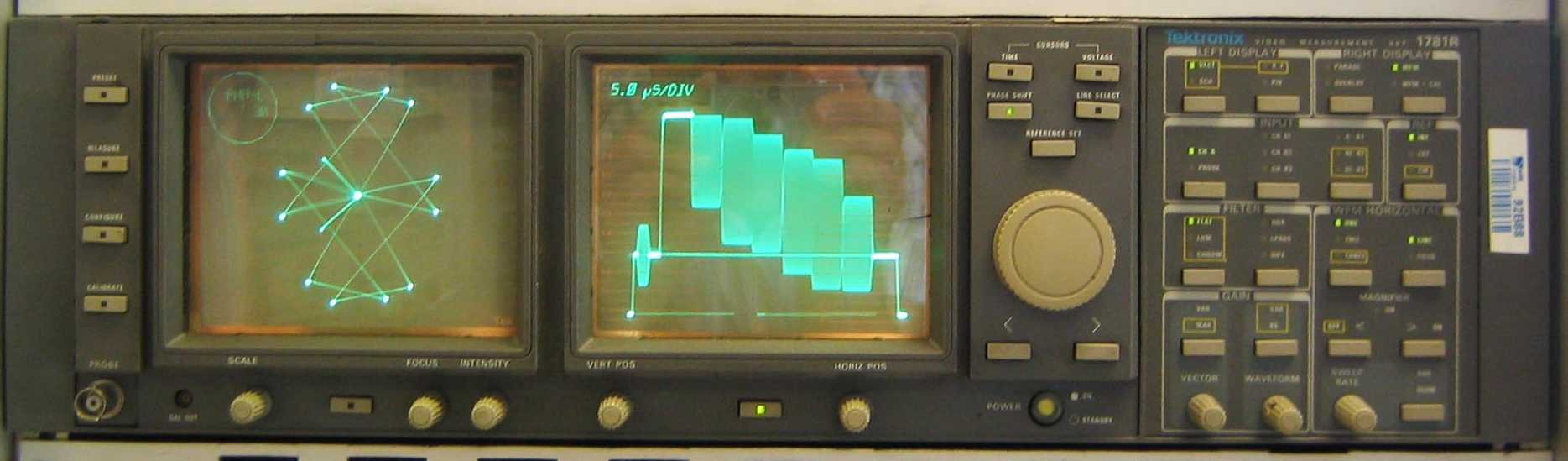
Barras de color EBU vistas en un MFO y un vectorscopio.

### La alta definición "HD"
El sistema de televisión de definición estándar, conocido por la siglas "SD", tiene, en PAL, una definición de 720x576 pixeles (720 puntos horizontales en cada línea y 576 puntos verticales que corresponden a las líneas activas del PAL) esto hace que una imagen en PAL tenga un total de 414.720 pixeles. En NSTC se mantienen los puntos por línea pero el número de líneas activas es solo de 525 lo que da un total de pixeles de 388.800 siendo los pixeles levemente anchos en PAL y levemente altos en NTSC.
Se han desarrollado 28 sistemas diferentes de televisión de alta definición. Hay diferencias en cuanto a relación de cuadros, número de líneas y pixeles y forma de barrido. Todos ellos se pueden agrupar en cuatro grandes grupos de los cuales dos ya han quedado obsoletos (los referentes a las normas de la SMPTE 295M, 240M y 260M) manteniéndose otros dos que difieren, fundamentalmente, en el número de líneas activas, uno de 1080 líneas activas (SMPT 274M) y el otro de 720 líneas activas (SMPT 269M).
En el primero de los grupos, con 1.080 líneas activas, se dan diferencias de frecuencia de cuadro y de muestras por línea (aunque el número de muestras por tiempo activo de línea se mantiene en 1.920) también la forma de barrido cambia, hay barrido progresivo o entrelazado. De la misma forma ocurre en el segundo grupo, donde las líneas activas son 720 teniendo 1.280 muestras por tiempo de línea activo. En este caso la forma de barrido es siempre progresiva.
En el sistema de HD de 1.080 líneas y 1.920 muestras por línea tenemos 2.073.600 pixeles en la imagen y en el sistema de HD de 720 líneas y 1.280 muestras por líneas tenemos 921.600 pixeles en la pantalla. En relación con los sistemas convencionales tenemos que la resolución del sistema de 1.080 líneas es 5 veces mayor que el del PAL y cinco veces y media que el del NTSC. Con el sistema de HD de 720 líneas es un 50% mayor que en PAL y un 66% mayor que en NTSC.
La alta resolución requiere también una redefinición del espacio de color cambiando el triángulo de gamut.

#### La relación de aspecto
En la década de 1990 se empezaron a desarrollar los sistemas de televisión de alta definición. Todos estos sistemas, en principio analógicos, aumentaban el número de líneas de la imagen y cambiaban la relación de aspecto pasando del formato utilizado hasta entonces, relación de aspecto 4/3, a un formato más apaisado de 16/9. Este nuevo formato, más agradable a la vista se estableció como estándar incluso en emisiones de definición estándar.
La relación de aspecto se expresa por la anchura de la pantalla en relación con la altura. El formato estándar hasta ese momento tenía una relación de aspecto de 4/3. El adoptado es de 16/9. La compatibilidad entre ambas relaciones de aspecto se puede realizar de diferentes formas.
Una imagen de 4/3 que se vaya a ver en una pantalla de 16/9 puede presentarse de tres formas diferentes:
- Con barras negras verticales a cada lado (pillarbox). Manteniendo la relación de 4/3 pero perdiendo parte de la zona activa de la pantalla.
- Agrandando la imagen hasta que ocupe toda la pantalla horizontalmente. Se pierde parte de la imagen por la parte superior e inferior de la misma.
- Deformando la imagen para adaptarla la formato de la pantalla. Se usa toda la pantalla y se ve toda la imagen, pero con la geometría alterada (los círculos se ven elipses con el diámetro mayor orientado de derecha a izquierda).

Una imagen de 16/9 que se vaya a ver en una pantalla de 4/3, de forma similar, tiene tres formas de verse:
- Con barras horizontales arriba y abajo de la imagen (letterbox). Se ve toda la imagen pero se pierde tamaño de pantalla (hay varios formatos de letterbox dependiendo de la parte visible de la imagen que se vea (cuanto más grande se haga más se recorta), se usan el 13/9 y el 14/9).
- Agrandando la imagen hasta ocupar toda la pantalla verticalmente, perdiéndose las partes laterales de la imagen.
- Deformando la imagen para adaptarla a la relación de aspecto de la pantalla. Se ve toda la imagen en toda la pantalla, pero con la geometría alterada (los círculos se ven elipses con el diámetro mayor orientado de arriba abajo).[6]

#### El PALplus
En Europa Occidental, y donde el sistema de televisión de la mayoría de los países es el PAL, se desarrolló, con apoyo de la Unión Europea, un formato a caballo entre la alta definición y la definición estándar. Este formato recibió el nombre de PALplus y aunque fue apoyado por la administración no logró cuajar.
El PALplus fue una extensión del PAL para transmitir imágenes de 16/9 sin tener que perder resolución vertical. En un televisor normal se recibe una imagen de apaisada con franjas negras arriba y abajo de la misma (letterbox) de 432 líneas activas. El PALplus mandaba información adicional para rellenar las franjas negras llegando a 576 líneas de resolución vertical. Mediante señales auxiliares que iban en las líneas del intervalo de sincronismo vertical se comandaba al receptor PALplus indicándole si la captación había sido realizada en barrido progresivo o entrelazado. El sistema se amplió con el llamado "Colorplus" que mejoraba la de codificación del color.

### La digitalización

Televisión Digital Terrestre en el mundo.

A finales de la década de 1980 se empezaron a desarrollar sistemas de digitalización. La digitalización en la televisión tiene dos partes bien diferenciadas. Por un lado está la digitalización de la producción y por el otro la de la transmisión.
transmisión multiplexada en tiempo de las palabras correspondientes a cada una de las componentes de la señal, además este sistema permitió incluir el audio, embebiéndolo en la información transmitida, y otra serie de utilidades.
Para el mantenimiento de la calidad necesaria para la producción de TV se desarrolló la norma de Calidad Estudio CCIR-601. Mientras que se permitió el desarrollo de otras normas menos exigentes para el campo de las producciones ligeras (EFP) y el periodismo electrónico (ENG).
La diferencia entre ambos campos, el de la producción en calidad de estudio y la de en calidad de ENG estriba en la magnitud el flujo binario generado en la digitalización de las señales.
La reducción del flujo binario de la señal de vídeo digital dio lugar a una serie de algoritmos, basados todos ellos en la transformada discreta del coseno tanto en el dominio espacial como en el temporal, que permitieron reducir dicho flujo posibilitando la construcción de equipos más accesibles. Esto permitió el acceso a los mismos a pequeñas empresas de producción y emisión de TV dando lugar al auge de las televisiones locales.
En cuanto a la transmisión, la digitalización de la misma fue posible gracias a las técnicas de compresión que lograron reducir el flujo a menos de 5 Mbit/s, hay que recordar que el flujo original de una señal de calidad de estudio tiene 270 Mbit/s. Esta compresión es la llamada MPEG-2 que produce flujos de entre 4 y 6 Mbit/s sin pérdidas apreciables de calidad subjetiva.
Las transmisiones de TV digital tienen tres grandes áreas dependiendo de la forma de la misma aun cuando son similares en cuanto a tecnología. La transmisión se realiza por satélite, cable y vía radiofrecuencia terrestre, esta es la conocida como TDT.
El avance de la informática, tanto a nivel del hardware como del software, llevaron a sistemas de producción basados en el tratamiento informático de la señal de televisión. Los sistemas de almacenamiento, como los magnetoscopios, pasaron a ser sustituidos por servidores informáticos de vídeo y los archivos pasaron a guardar sus informaciones en discos duros y cintas de datos. Los ficheros de vídeo incluyen los metadatos que son información referente a su contenido. El acceso a la información se realiza desde los propios ordenadores donde corren programas de edición de vídeo de tal forma que la información residente en el archivo es accesible en tiempo real por el usuario. En realidad los archivos se estructuran en tres niveles, el on line, para aquella información de uso muy frecuente que reside en servidores de discos duros, el near line, información de uso frecuente que reside en cintas de datos y éstas están en grandes librerías automatizadas, y el archivo profundo donde se encuentra la información que está fuera de línea y precisa de su incorporación manual al sistema. Todo ello está controlado por una base de datos en donde figuran los asientos de la información residente en el sistema.
La incorporación de información al sistema se realiza mediante la denominada función de ingesta. Las fuentes pueden ser generadas ya en formatos informáticos o son convertidas mediante conversores de vídeo a ficheros informáticos. Las captaciones realizadas en el campo por equipos de ENG o EFP se graban en formatos compatibles con el del almacenamiento utilizando soportes diferentes a la cinta magnética, las tecnologías existentes son DVD de rayo azul (de Sony), grabación en memorias ram (de Panasonic) y grabación en disco duro (de Ikegami).

## Hitos técnicos en el desarrollo de la televisión

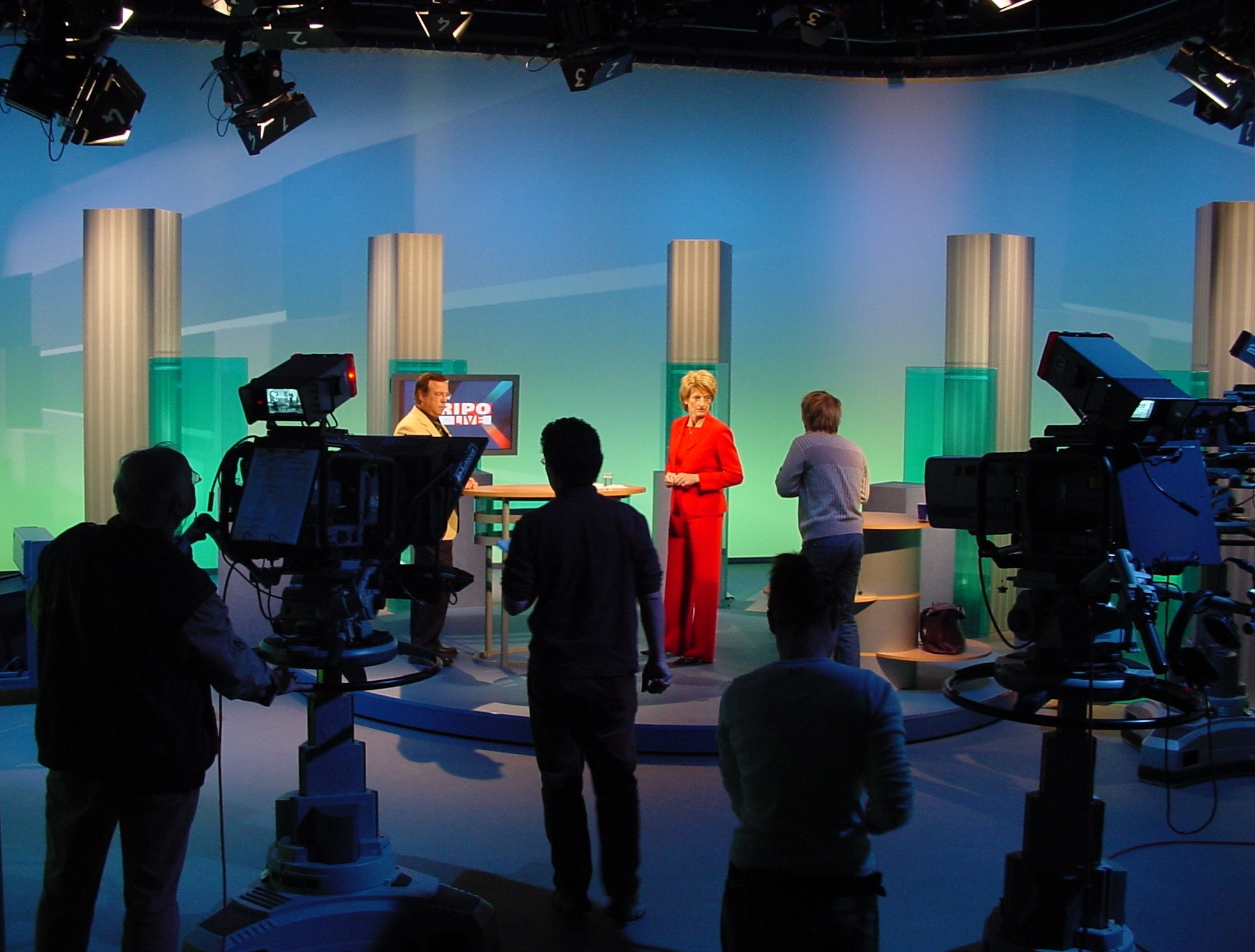
Estudio de TV.

- 1873 — el Científico escocés James Clerk Maxwell descubrió la existencia de las ondas electromagnéticas que hacen posible la trasmisión de la televisión.

- 1884 — El estudiante alemán Paul Nipkow diseña con sus manos y patenta el que es considerado como primer aparato de televisión de la historia: el disco de Nipkow.

- 1897 — Karl Ferdinand Braun construye el primer tubo catódico.

- 1900 — Perskyi acuña la palabra “televisión” en la Exposición Universal de París.

- 1907 — El diseño de Nipkow puede llevarse a cabo.

- 1911 — Rosing y Vladímir Zvorykin crean un sistema de televisión, con imágenes muy crudas y sin movimiento.

- 1923 — Vladímir Zvorykin desarrolla el iconoscopio, el primer tubo de cámara práctico.

- 1926 — El japonés Kenjito Takayanagi realiza la primera transmisión de televisión usando un tubo de rayos catódicos.

- 1927 — Philo Farnsworth realiza en San Francisco la primera demostración pública de su disector de imagen, un sistema similar al iconoscopio.

- 1927 — John Logie Baird transmite una señal 438 millas a través de una línea de teléfono entre Londres y Glasgow.

- 1928 — Baird Television Development Company consigue la primera señal de televisión transatlántica entre Londres y Nueva York.

- 1929 — BBC transmite imágenes de 30 líneas formadas mecánicamente.

- 1932 — Vendidos en Inglaterra 10 000 receptores de televisión con disco Nipkow de 30 líneas.

- 1937 — Marconi-EMI comercializan un sistema de 405 líneas totalmente eléctrico.

- 1941 — Guillermo González Camarena – Ingeniero mexicano que obtiene el 14 de agosto, en EE. UU., la patente 2296019 por inventar un adaptador cromoscópico simplificado para la televisión (una primera versión fue creada por John Logie Baird en el 29, pero no siendo operativa, y siendo perfeccionado por él antes de morir en 1946), sin lugar a dudas, entre los muchos proyectos de la televisión en color, uno de los padres de esta fue Camarena.[7][8]
- 1956 — La casa norteamericana Ampex diseña el primer magnetoscopio, el cuadruplex.
- 1962 - Se lanza al espacio Telstar 1, primer satélite de telecomunicaciones, que era capaz retransmitir señales de televisión, dando inicio a la televisión satelital.
- 1980 — 1982 — Desarrollo de conversores de normas y de croma-keys digitales.
- 1983 — Se aprueba la norma CCIR-601, 4:2:2 para calidad estudio y 4:1:1 y 4:2:0 para ENG.
- 1985 — Primer magnetoscopio digital en formato D1 realizado por Ampex y Sony. Se desarrollan los efectos digitales (DVE).
- 1985 — Sony desarrolla el sistema de grabación betacam. Ampex desarrolla el ADO Ampex Digital Óptica el primer efecto digital.
- 1987 — Sale la norma de la interfaz paralela para la conexión de equipos digitales.
- 1987 — 1992 — Se crean los formatos D2 y D3 que digitalizan la señal compuesta de vídeo. Fueron formatos de tránsito.
- 1993 — Se aprueba la norma para la conexión en serie de equipos, el denominado SDI Serial Digital Interface. Sale el sistema D5 de Panasonic y el betacam digital de Sony.
- 1995 — Se aprueban las normativas para las emisiones digitales, por satélite la DVB-S, por cable la DVB-C basadas en la compresión MPEG-2.
- 1997 — Nacen las plataformas digitales por satélite. Se aprueba la norma DVB-T para la televisión digital terrestre. En EE. UU. se aprueba la ATSC (Advanced Television System Committee) para la transmisión de televisión digital terrestre.
- 2010 — Salen al mercado los primeros televisores en 3D.

Curiosidad: La cámara de televisión del Apolo 11 que permitió ver en tiempo real los primeros pasos sobre la superficie lunar era de barrido mecánico, como el disco de Nipkow, debido a su insensibilidad a los campos magnéticos.